# تازه‌کوی (اردهان)
تازه‌کوی (به ترکی استانبولی: Tazeköy) یک منطقهٔ مسکونی در ترکیه است که در اردهان واقع شده‌است.